# Brant Daugherty
Brant David Daugherty (ur. 20 sierpnia 1985 w Mason) – amerykański aktor. 
Odtwórca roli Noela Kahna w serialu detektywistycznym ABC Family Słodkie kłamstewka (2010–2012). 

## Życiorys
Urodził się i dorastał w Mason w Ohio jako syn Mary Beth (z domu Hirt) Daugherty i Davida Branta Daugherty’ego. Jego matka pracowała jako kierownik usług rehabilitacyjnych w szpitalu dla dzieci w Cincinnati, a ojciec był nauczycielem plastyki w Mason Middle School. Dorastał wraz ze swoim bratem Adamem i siostrą Caitey. W 2004 ukończył William Mason High School w Mason. W 2008 przeniósł się do Los Angeles, gdzie uczęszczał do Columbia College w Chicago. 
Debiutował przed kamerami w roli Mage w krótkometrażowym filmie sensacyjno–przygodowym Celestial Fury (2007). Od 2 lipca 2012 do 18 kwietnia 2013 grał postać Briana w operze mydlanej NBC Dni naszego życia. 
W 2013 wziął udział w siedemnastym sezonie programu Dancing with the Stars, gdzie z Petą Murgatroyd zajął siódme miejsce.
15 czerwca 2019 zawarł związek małżeński z Kimberly Ruth Hidalgo. Mają dwóch synów – Wildera Davida (ur. 2021) i Aero (ur. 2023).

## Filmografia
- 2008: Suspended jako Bill
- 2009: Szkoła dla wybranych (Private) jako Thomas Pearson
- 2010–2012, 2014, 2016: Słodkie kłamstewka (Pretty Little Liars) jako Noel Kahn
- 2011: Super Sportlets jako Ben/Ballistico
- 2012: Pretty Dirty Secrets jako Noel Kahn
- 2012–2013: Dni naszego życia (Days of Our Lives) jako Brian
- 2013: The Starving Games jako Dale
- 2013: Poślubione armii (Army Wives) jako porucznik Patrick Clarke
- 2014: Przeznaczenie (The Michaels, TV) jako Tom Stanfield
- 2015: Czułe święta (Merry Kissmass, TV) jako Dustin Michael Casey
- 2017: Freakish] jako Jake
- 2018: Nowe oblicze Greya (Fifty Shades Freed) jako Luke Sawyer